# Євхаристійне диво

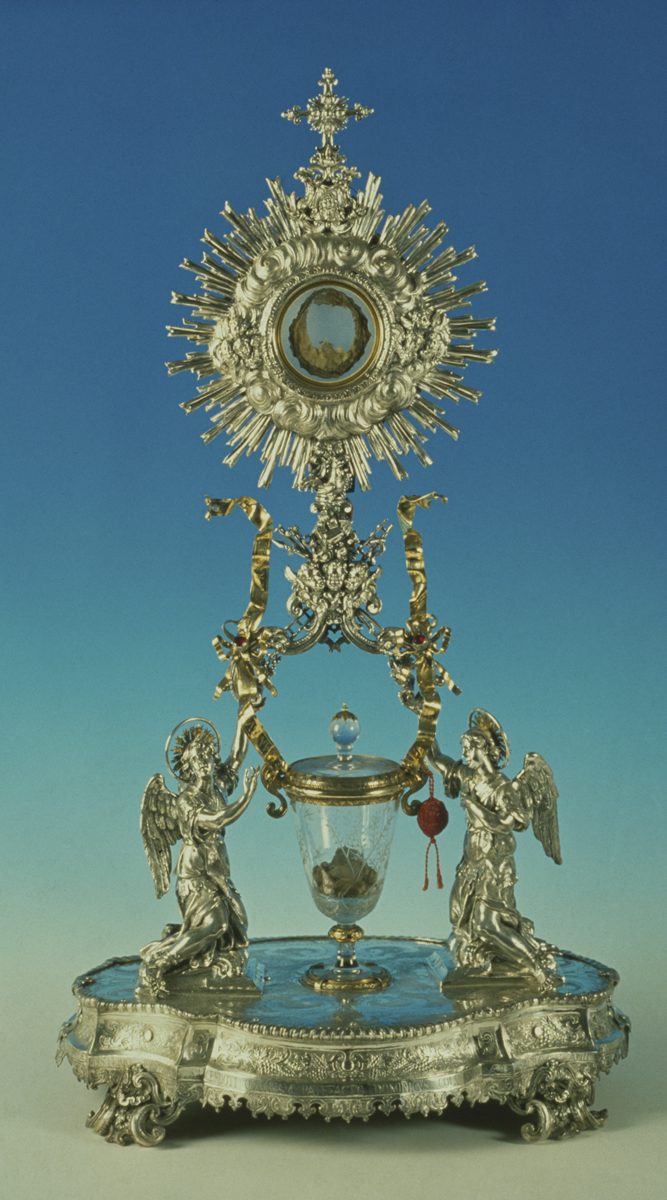
Ланчанський релікварій зі Святими Дарами, що перетворилися на плоть і кров у 750 році. Верхня частина релікварію, виготовлена у формі монстранції, містить капсулу з плоттю; нижче розташована чаша з висохлими згустками крові.

Євхаристі́йне ди́во, або євхаристі́йне чу́до — надприродне явище, пов'язане з Євхаристією. Є окремим випадком релігійних чудес у християнстві. Вірянами розглядається як беззаперечний доказ існування Бога та істинності перевтілення Ісуса Христа у таїнстві Причастя (Євхаристії).
Найдавніші відомості про євхаристійні дива дійшли до нас ще з часів Раннього середньовіччя. Першим задокументованим і офіційно визнаним було диво за участю папи Григорія Великого, що відбулося у 595 році, коли на очах у маловірної парафіянки спечений нею власноруч хліб перетворився на плоть і кров. Втім, цей випадок не набув значного розголосу, і культ пов'язаних із ним реліквій не став поширеним. Натомість, широко відомим стало схоже на нього Ланчанське чудо 750 року. Тоді під час меси у монастирі святого Франциска в Ланчано освячені гостії та вино перетворилися на плоть і кров, що зберігаються у такому зміненому вигляді й досі. Неодноразові наукові дослідження підтвердили, що їхня фізична природа є людською[неавторитетне джерело].
Протягом наступних століть євхаристійні чуда відбувалися у різних місцях, але переважна більшість — у католицьких країнах. Окрім католиків євхаристійні дива визнають представники православної, англіканської церкви та окремих протестантських деномінацій. Більшість євхаристійних чудес або схожих на них випадків з тих, що відбулися у новітній історії, досліджувалися науковцями. Католицькою церквою офіційно підтверджено близько 130 євхаристійних див, причому останнє з них відбулося в 1996 році. В 2000—2010-х роках зареєстровано кілька випадків, які неможливо пояснити науковими методами. Наразі церковною владою проводиться збір доказів, необхідних для їхнього підтвердження чи спростування.

## Опис
Євхаристійні чуда вирізняє різноманіття проявів, які об'єднує лиш те, що усі вони не можуть бути пояснені збігом обставин, фізичною природою об'єкта, його взаємодією зі спостерігачами, впливом сторонніх фізичних сил чи біологічних агентів. Умовно їх можна поділити на такі групи: 1) зміна вигляду Передосвячених Дарів (хліба та вина); 2) набуття Святими Дарами незвичних властивостей при збереженні первісного вигляду; 3) надприродний вплив на людину і довкілля; 4) матеріалізація християнських атрибутів і об'явлення Христа. Чіткого розподілу між цими явищами не існує, оскільки під час євхаристійних чудес часто відбуваються події, які можна віднести до кількох груп одночасно.

### Зміна вигляду

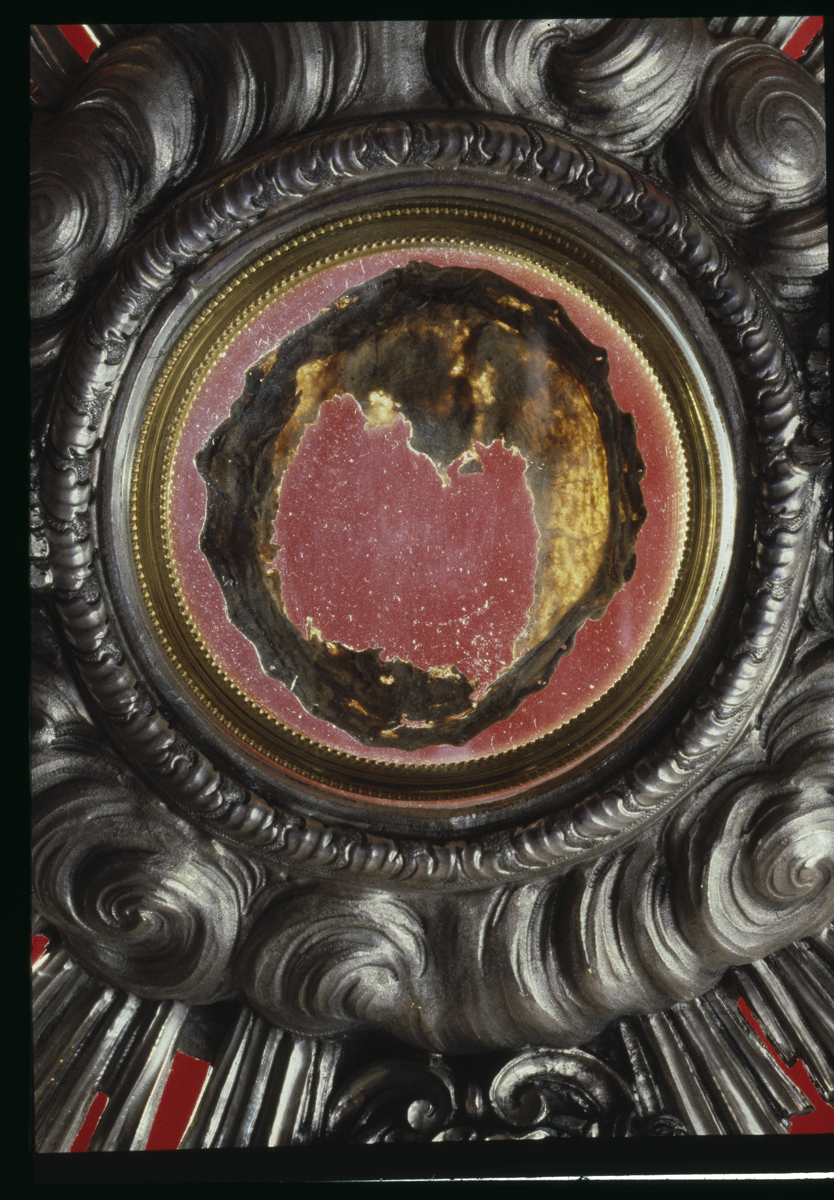
Перетворена на плоть ланчанська гостія великим планом.

Прояв євхаристійного чуда найчастіше полягає у видимій зміні Передосвячених Дарів на м'язову тканину і кров. Трансформація хліба у шматочок м'яза може охоплювати як цілу гостію, так і лише її фрагмент. Хоча зі слів Ісуса Христа, сказаних ним під час Таємної вечері, випливає пряме співставлення хліба із Тілом, а вина із Кров'ю, однак під час євхаристійного дива часто спостерігали, що на кров змінюється не лише вино у потирі, а й кровоточить сама гостія. Показовим є випадок в Трані, що стався близько 1000-го року. Противниця християнства оманою викрала з церкви освячену гостію і кинула її на сковорідку із киплячим маслом. В ту ж мить гостія перетворилася на плоть, із якої заструменів настільки потужний потік крові, що він залив житло грішниці та вилився через поріг її домівки. У 1171 році у Феррарі сталося схоже чудо: тоді бризки крові з освяченого хліба заплямували високе склепіння базиліки Санта-Марія-ін-Вадо, сліди від плям залишаються на ньому й донині.
В окремих випадках такі явища супроводжувались збільшенням видозміненої гостії у розмірах, яке, як правило, відбувалось досить повільно, протягом кількох днів чи тижнів. У 1297 році в монастирі святого Даниїла, що в Жироні, священник засумнівався в справжності Христового перевтілення. В цьому випадку гостія, яку він мав спожити, змінила свою консистенцію і розмір настільки швидко, що він не встиг її проковтнути.
Зорове сприйняття спостережуваного дива посилюється у випадках, коли трансформація охоплює не тільки зовнішню природу речовини, але набуває символічних для християн форм. У 1330 році в Кашії священник, поспішаючи на єлеопомазання, непоштиво вклав гостію між сторінками бревіарію. Відкривши книгу, він побачив, що облатка кровоточить, а відбитки крові на обох сторінках виглядають як віддзеркалені профілі чоловічого обличчя. В інших випадках безпосередньо на поверхні гостії бачили виразні зображення Немовлятка Ісуса і трьох сердець, Найсвятіше Серце Ісуса, лик Христа і знаки Страстей Господніх. Показово, що усі події такого типу відбулися під час адорацій. Останнє з подібних чудес сталося 5 травня 2001 року в індійському місті Чірратаконам, де на гостії проступили криваві цятки, які згодом злилися у лик Господа. Це євхаристійне диво поки що не визнане Ватиканом, але шановане на місцевому рівні.

### Незвичні властивості
Євхаристійні чуда не завжди призводять до зміни структури і вигляду Передосвячених Дарів. В деяких випадках гостії, зберігаючи свій звичний вигляд, починали випромінювати світло. В усіх випадках свідки відзначають його яскравість як надзвичайну, нерідко порівняну із сонцем. В 1640 році під час пограбування Турину військом графа Арку одного з вояків обпекло полум'ям, що несподівано вихопилося з дарохранильниці, яку він намагався сплюндрувати. Після інциденту на поверхні дарохранильниці залишилися відбитки рук мародера.
Окремо слід розглянути євхаристійні дива, пов'язані із порушенням законів гравітації. Найчастіше в таких випадках спостерігали левітацію, значно рідше — нічим не пояснюване збільшення ваги і сили тяжіння, яке призводило до того, що кількаграмову гостію неможливо було підійняти чи зрушити з місця. Яскравим прикладом порушення фізичних законів маси є вже згадувані ланчанські реліквії: кожен з п'яти висохлих згустків крові важить 15,85 грама і таку ж саму масу мають усі вони разом узяті.
Доволі поширеним явищем такого типу є надприродна стійкість Святих Дарів до несприятливих зовнішніх чинників. Слід зазначити, що хліб, який використовують у католицьких церквах для Причастя, виготовляють лише з води і пшеничного борошна. Згідно літургійних приписів він не може містити жодних домішок, навіть такої звичної консервуючої речовини як сіль. З огляду на такий простий склад в звичайних умовах гостії нестійкі до дії вологи, бактерій, грибків. Перебуваючи у звичайному сухому середовищі під променями сонця вони псуються за кілька місяців, в умовах надмірної вологості — за кілька тижнів, а при зануренні у воду цілком розчиняються у ній за кілька днів. Однак практично всі гостії, з якими відбулося євхаристійне чудо, після цієї події зберігали свій звичний вигляд хліба протягом багатьох років і століть в умовах, які мало відрізнялись від мікроклімату житлових приміщень. В поодиноких випадках їхня стійкість була настільки великою, що чудесні реліквії не згорали навіть у полум'ї пожеж, зберігалися при зануренні у воду або в умовах надзвичайного бактеріального обсемініння (у гної, землі). Так само і кров, на яку перетворювалось вино або хліб, проявляла стійкість до механічного впливу: її не можна було витерти або відіпрати.

### Вплив на довкілля
Хоча євхаристійне диво, перш за все, полягає в зміні зовнішнього вигляду Передосвячених Дарів, однак воно не завжди обмежене лише їхньою фізичною оболонкою. Інколи під час євхаристійних чудес спостерігали нічим не пояснюваний вплив видозмінених хліба і вина на неживе довкілля, тварин, людей, причому в останньому випадку він не обмежувався суто психологічним сприйняттям дива. Наприклад, сліпий граф Дітріх фон Венкштерн прозрів, увірувавши в євхаристійне чудо, яке сталося у Вільснаку в 1383 році. Численні зцілення спостерігали від реліквій євхаристійних див у Лудбрезі та Ердінгу (в обох випадках у XV столітті). Щонайменше двічі — у XVII та XVIII століттях, в Італії та Хорватії, відповідно, — описували раптове припинення епідемій чуми після вшанування євхаристійних чудес.

«Святий Антоній і диво мула» — картина Доменіко Беккафумі (1537, Лувр). Один чоловік сказав Антонію Падуанському, що увірує в Христа лише тоді, коли його зголоднілий мул замість сіна обере Святі Дари. Після триденного голодування тварина вибрала гостію, ставши перед нею на коліна.

Надприродний вплив євхаристійних див на поведінку тварин різноманітний. Інколи тварини вказували на місця перебування профанованих гостій, причому в таких випадках роль вказівників часто діставалась голубам, які є одним із християнських символів. В Альборая-Альмасера у 1348 році випадкового загублений євхаристійний хліб опинився у роті риб, які не тільки не з'їли несподіваний харч, а й безперешкодно дозволили забрати його людям. Однак, частіше аномальна поведінка тварин набуває форми «шанування», коли худоба раптово стає на коліна перед освяченими гостіями. Пояснити це явище попередньою підготовкою (дресируванням) тварин неможливо, адже в усіх випадках їхні власники не мали стосунку до чудесних подій, а часто навіть і не здогадувались про місце перебування Святих Дарів.
Не менш вражає вплив видозмінених Дарів на неживі об'єкти. Масштаб такого впливу у різних випадках варіював від точкового до регіонального. Приклади див малого масштабу — хитання підлоги під ногами причасника або чіткі відбитки на камені, які залишили гостії після падіння на підлогу, і які збереглися дотепер. Вплив на події великого масштабу завжди пов'язаний зі стихійними лихами. Так, у 1631 році благословіння Святими Дарами зупинило пожежу в італійському містечку Дронеро. Подібні релігійні акти неодноразово рятували вірян і від згубної дії води: у 1630 році таким способом була зупинена повідь в італійському муніципалітеті Канозіо, а в 1906 — цунамі, яке загрожувало колумбійському острову Тумако. У 1433 році в Авіньйоні дивним чином були врятовані самі Святі Дари: хвилі води, що затопила одну з церков, розступилися, утворивши сухий коридор, при цьому рівень води становив близько 2 м.
Якщо зв'язок релігійної дії за участю Святих Дарів із явищами природи можна піддати сумніву, то в ряді випадків події набували настільки надприродного характеру, що сам факт їхнього здійснення становить історичний інтерес. 1257 року в Регенсбурзі під час меси спостерігали рух фігури розіп'ятого Христа, у 1300 році в О'Себрейро за схожих обставин відмічали рух статуї Богородиці. Ще один подібний випадок стався 1568 року, однак тоді був лише один свідок події. Здатність євхаристійних Дарів оживляти нерухомі предмети наближає ці дива до чудес наступної групи.

### Порушення законів матерії
Одним з фундаментальних законів природи є закон збереження маси, вперше сформульований іще Демокрітом. Метафізично його можна виразити так: «Ніщо не береться нізвідки і не дівається в нікуди». Крайнім, але далеко не рідкісним проявом євхаристійних чудес є порушення саме цього принципу. Під час Євхаристії неодноразово відмічали перевтілення Святих Дарів в Ісуса Христа або ж видіння його постаті у подобі немовляти чи дорослої людини. В одному випадку ця зміна була також і зворотною: постать Немовляти Ісуса по деякім часі повернулася до свого первинного вигляду хліба. Окрім Ісуса Христа інших божественних втілень під час євхаристійних див не спостерігали, але кілька разів свідки вказували, що бачили ангелів. 1240 року під час облоги одного з ассізьких монастирів його настоятелька — свята Клара Ассізька — чула голос Господній, який лунав з дарохранильниці. Ці відчуття не можна назвати галюцинаціями, оскільки свята прохала Господа про збереження монастиря і міста від ворожого війська, і ці прохання були виконані: армія чужинців залишила монастир, хоча не зустріла з боку черниць щонайменшого спротиву.
Хоча об'явлення Христа — найбільш значущий прояв євхаристійних див, однак лише ним матеріалізація не обмежена. З-поміж неживих об'єктів, які з'являлися під час надприродних подій описували розп'яття, хмару, кришталевий потир. До випадків подібного типу слід віднести і такі явища: матеріалізація гостій (у звичному вигляді), які вже були спожиті, поява Крові Христа на одязі після знищення заплямованого шматка.

## Релігійне пояснення
Християнська євхаристійна доктрина стверджує, що матеріальна сутність речей пов'язана із духовною, але не тотожна їй. Наочним прикладом дії цього принципу є таїнство Причастя, під час якого за допомогою особливої молитви, анафори, звичайні хліб та вино перетворюються на Тіло і Кров Ісуса Христа — відбувається Передосвячення Дарів. Християни вірять, що при цьому докорінно змінюється сутність речей (вони перестають бути продуктами і перетворюються на святиню), але зовнішній їхній вигляд залишається тим, що й був. Розпізнати Ісуса Христа в гостії та вині можливо лише силою віри, а не органами чуття.
Оскільки усі випадки євхаристійних див сталися з Передосвяченими Дарами, які самі по собі вже є перевтіленим Христом, то під час євхаристійного чуда сутність спостережуваних об'єктів не міняється. Таким чином, цінність євхаристійного дива в очах християн полягає не в набутті Святими Дарами якихось нових якостей, а в тому що притаманні їм надзвичайні властивості стають досяжними для недосконалих органів чуття людини. З точки зору християнства, усі надприродні явища євхаристійних чудес можна пояснити якостями самого Ісуса Христа: матеріалізації відповідає його воскресіння з мертвих, левітації — Вознесіння, випромінення світла можна пояснити непорочним виглядом воскреслого, який проявився ще за його земного життя під час Преображення.
В церковному розумінні, сенс і мета див полягають в тому, щоби підтримати віру людини у мить спокуси, зневіри або допомогти їй пізнати Бога емпірично, якщо віра її слабка. Дійсно, переважна більшість євхаристійних чудес сталася у ситуаціях, далеких від ідеалу релігійного життя. Подекуди в таких випадках сумніви в істинності євхаристійного перевтілення охоплювали не тільки вірян, а навіть священників. Часто євхаристійні дива супроводжували акти профанації (осквернення) Святих Дарів або відбувались під час пограбувань церков.

## Наукове пояснення

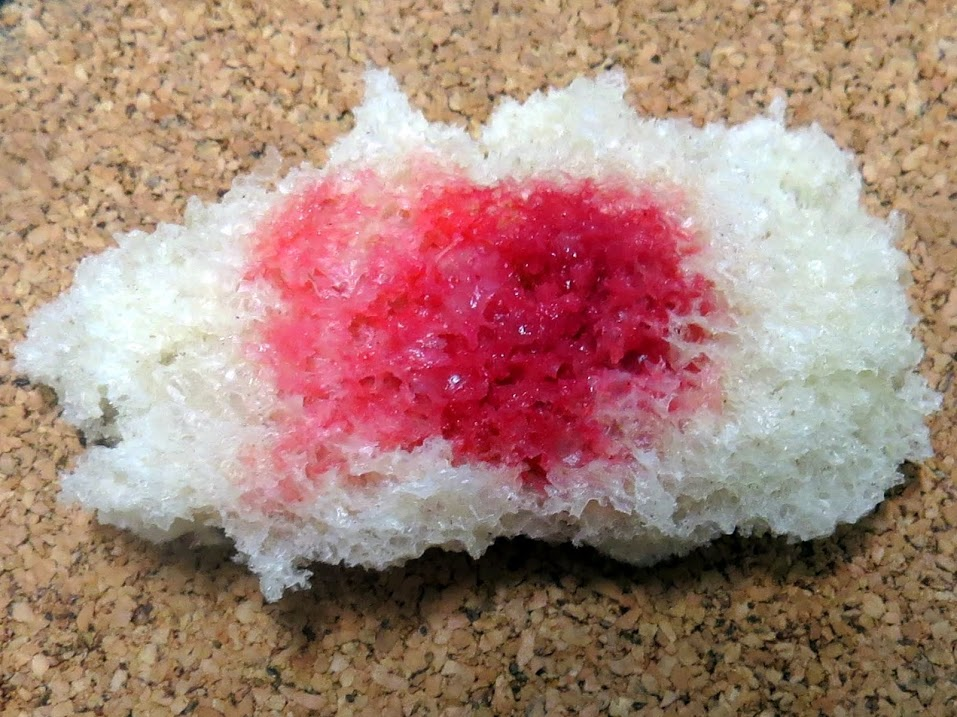
Цей закривавлений хліб — результат діяльності Serratia marcescens.

Наука не визнає відокремленості матеріальної сутності предмета від духовно-чуттєвої, а тому шукає пояснення зовнішніх змін у внутрішній будові (якостях) спостережуваних об'єктів. На цьому шляху вона досягла лише часткового успіху. Так, деякі з «євхаристійних чудес» минулого були поясненні невідомими на момент їх здійснення явищами природи. Таким чином, була спростована їхня надприродність. Одним з найвідоміших досягнень на цьому шляху стало відкриття бактерії Serratia marcescens, також відомої як паличка чудесної крові. Цей мікроорганізм здатен жити на хлібі, при цьому продукти його життєдіяльності надають субстрату яскраво-червоного забарвлення. В певних умовах червоний барвник може проступати на поверхні субстрату у вигляді крапель. Вважають, що багато середньовічних «чудес» спричинені саме цією паличкою, тим більше, що такі випадки інколи призводили до міжрелігійного напруження, а значить, мали зацікавлених у їх «здійсненні» осіб.
Оскільки знеславлення колись шанованих псевдосвятинь щоразу призводило до бурхливої реакції суспільства, Католицька церква була зацікавлена у всебічному дослідженні надприродних явищ для того, щоб завчасно відсіяти несправжні дива. З огляду на це, більшість євхаристійних реліквій останніх століть досліджувались науковцями. Результати дослідів підтвердили людську природу видозмінених субстанцій, але не прояснили причину таких змін. Таким чином, сучасна наука не здатна ані підтвердити божественну сутність євхаристійних див, ані твердо спростувати це припущення.

## Короткий список євхаристійних чудес
| Дата                         | Країна і місце                              | Стислий опис спостережуваних явищ | Вшанування | Місце зберігання реліквій, обставини знищення                                                                   |
| Офіційно визнані дива        |                                             | | | |
| 595                          | Італія, Рим                                 | Переміна хліба на плоть і кров, нетлінне збереження.                                                                                                 | Осібне поклоніння реліквії, диво відображене на фресках, полотнах, книжкових ілюстраціях багатьох видатних художників. | Андецький монастир, Німеччина.                                                                                  |
| 750                          | Італія, Ланчано                             | Переміна гостій і вина на плоть і кров, нетлінне збереження (докладніше див. Ланчанське чудо).                                                       | Осібне паломництво і поклоніння реліквіям. | Церква св. Франциска, Ланчано.                                                                                  |
| 1000 (приблизно)             | Італія, Трані                               | Перетворення євхаристійного хліба на плоть, потужне витікання крові.                                                                                 | Місце події 1706 року перетворено на каплицю, осібне поклоніння реліквіям. | Спочатку катедральний собор Санта-Марія-Ассунта в Трані, нині — церква св. Андрія у тому ж місті.               |
| 1010                         | Іспанія, Іворра                             | Переміна вина на кров. | Паломництво, щорічне свято Santa Duda («Святиня під сумнівом»). | Церква Сан-Кугат, Іворра.                                                                                       |
| 1125                         | Німеччина, Беттбрунн                        | Гостію надприродним чином не можна було підняти з землі.                                                                                             | Побудова церкви Найсвятішого Спасителя, щорічне паломництво. | Згоріла під час пожежі 1330 року.                                                                               |
| 1171, 28 березня             | Італія, Феррара                             | Потужний струмінь крові бив з гостії, заплямувавши склепіння церкви.                                                                                 | Папа Євгеній IV видав 30 березня 1442 року буллу, присвячену диву, 28 числа кожного місяця на спомин дива відбувається поклоніння Святим Дарам.                                                                               | Базиліка Санта-Марія-ін-Вадо, Феррара.                                                                          |
| 1199, 11 травня і пізніше    | Німеччина, Аугсбург                         | Самоподіл на дві частини, з'єднані плоттю, збільшення у розмірах, пізніше — витікання крові із розп'яття, видіння Христа.                            | Щорічне свято на честь чуда. | Монастир Святого Хреста, Аугсбург.                                                                              |
| 1216                         | Німеччина, Беннінген                        | Витікання крові з гостії. | Побудова каплиці Riedkapelle zum Hochwürdigen Gut, щорічна процесія. | Втрачена за нез'ясованих обставин.                                                                              |
| 1222, 1465                   | Нідерланди, Мерссен                         | Втікання крові з гостії, згодом Чудо вогню — нетлінне збереження після пожежі у 1465 році.                                                           | Щорічна урочиста процесія, паломництво до Мерссена. | Базиліка Святого Таїнства, Мерссен.                                                                             |
| 1227                         | Італія, Ріміні                              | Протиприродна поведінка мула. | На місці події збудовано храм Пресвятої Євхаристії, диво є однією з чеснот святого Антонія Падуанського, відображене на полотнах, фресках, барельєфах багатьох видатних художників.                                           | Храм Пресвятої Євхаристії, Ріміні.                                                                              |
| 1228                         | Італія, Алатрі                              | Перетворення гостії на плоть, нетлінне збереження.                                                                                                   | Поклоніння реліквії в соборі, пам'ятна медаль на честь 750-річчя подій (1978). | Собор св. Павла.                                                                                                |
| 1230, 30 грудня              | Італія, Флоренція                           | Переміна євхаристійного хліба на згусток крові, нетлінне збереження.                                                                                 | Особисте паломництво папи Боніфація IX, ним же видана індульгенція на честь дива, урочисте святкування 750-ї річниці. | Базиліка св. Амвросія, Флоренція.                                                                               |
| 1231                         | Іспанія, Каравака-де-ла-Крус                | Матеріалізація хреста, видіння ангелів і Немовляти Ісуса.                                                                                            | Навернення маврської монаршої родини у християнство, перейменування міста із правом святкування Вічного ювілею, побудова церкви Святого Хреста.                                                                               | Церква Святого Хреста, Каравака-де-ла-Крус.                                                                     |
| 1239                         | Іспанія, Арагон                             | Витікання крові з гостій. | Закривавлений корпорал перетворили на бойову хоругву, на честь дива збудували церкву Пресвятої Богородиці. | Дарока (назва церкви невідома), каплиця Святого Покрова, Карбонерас.                                            |
| 1240                         | Італія, Ассізі                              | З гостії чувся голос Немовлятка Ісуса, вороже військо покинуло монастир, хоча не зустріло опору.                                                     | Ця подія — одна з героїчних чеснот святої Клари Ассізької і є частиною її культу. | |
| 1247                         | Португалія, Сантарен                        | Світіння гостії, неодноразова поява крові, матеріалізація кришталевої чаші, проявлення Господнього лика.                                             | Побудова каплиці, щорічна святкова процесія. | Храм Найсвятішого Чуда (церква св. Стефана), Сантарен.                                                          |
| 1251—1426                    | Іспанія, Монастир Сан-Жоав-де-лес-Абадессес | Нетлінне збереження гостії. | Паломництво. | Монастир Сан-Жоав-де-лес-Абадессес.                                                                             |
| 1257                         | Німеччина, Регенсбург                       | Під час Євхаристії дерев'яне розп'яття на вівтарі ожило і рухалось.                                                                                  | Паломництво. | Каплиця Спасителя, Регенсбург.                                                                                  |
| 1264                         | Італія, Больсена                            | Перетворення Святих Дарів на плоть і кров. | Щорічна процесія на честь чуда, диво сприяло поширенню свята Тіла Христового, Рафаель зобразив його на стінописі Ватиканського палацу.                                                                                        | |
| 1273                         | Італія, Ланчано                             | Переміна гостії на плоть, нетлінне збереження, аномальна поведінка тварин.                                                                           | Щорічний спомин 3 травня, урочисте святкування 700-річного ювілею, осібне поклоніння на місці події, перетвореної на каплицю.                                                                                                 | Церква св. Августина, Оффіда.                                                                                   |
| 1284                         | Німеччина, Краненбург                       | Поява розп'яття у дереві поблизу місця втрати гостії.                                                                                                | Побудова церкви, багаторазові індульгенції різних пап, щорічна процесія і паломництво. | Церква свв. Петра і Павла.                                                                                      |
| 1290                         | Польща, Глотово                             | Світіння, дивна поведінка тварин, надприродне перенесення гостії, нетлінне збереження.                                                               | Побудова церкви Тіла Христового, паломництво. | Церква Тіла Христового, Глотово.                                                                                |
| 1294                         | Італія, Груаро                              | Витікання крові з гостії. | У п'ятий четвер Великого посту відмічають Свято полотна з урочистою процесією, на честь дива збудовано церкву Святішого Тіла Христового і пам'ятник.                                                                          | Церква Святішого Тіла Христового, Вальвазоне.                                                                   |
| 1297                         | Іспанія, Жирона                             | Перетворення Святих Дарів на плоть і кров, з одночасним збільшенням розміру.                                                                         | | Реліквія знищена в 1936 році.                                                                                   |
| 1300                         | Іспанія, О'Себрейро                         | Зміна хліба і вина на плоть і кров, рух статуї Богородиці.                                                                                           | Щорічні процесії з реліквіями у свято Тіла Христового, 15 серпня та 8 вересня. | Парафіяльний храм О'Себрейро.                                                                                   |
| 1300, 24 червня              | Нідерланди, Нірварт                         | Нетлінне збереження гостії. | Щорічна процесія з урочистою месою. | Втрачена кілька століть тому (точна дата і обставини невідомі).                                                 |
| 1310                         | Австрія, Фіхт                               | Переміна вина на киплячу кров. | | Монастир св. Георгенберга.                                                                                      |
| 1317, 25 липня               | Бельгія, Херкенроде                         | Витікання крові з гостії, надприродна поведінка тварин, поява лика Христа.                                                                           | Побудова Сакраментсберзької каплиці. | Собор св. Квентіна, Хассельт.                                                                                   |
| 1330                         | Італія, Кашія                               | Гостія перетворилась на кров, яка залишила на папері відбитки чоловічого обличчя.                                                                    | Щорічна процесія у свято Тіла Христового, на спомин дива у 1930 році проведений євхаристійний конгрес. | Базиліка св. Рити, Кашія.                                                                                       |
| 1330                         | Німеччина, Вальдюрн                         | Перетворення вина на кров, проява розіп'ятого Христа з одинадцятьма ликами.                                                                          | Індульгенція папи Євгенія IV, щорічне паломництво. | Георгіївська церква, Вальдюрн.                                                                                  |
| 1331, 31 березня             | Франція, Блано                              | Перетворення частки гостії на криваву надприродну пляму, нетлінне збереження решти облаток.                                                          | Щорічна процесія. | Парафіяльна церква Блано.                                                                                       |
| 1342                         | Нідерланди, Стіфаут                         | Збереження у вогні пожежі Святих Дарів, потім нетлінне збереження принаймні до 1557 року.                                                            | Щорічний спомин дива у свято Тіла Христового. | Втрачені у 1557 році за невідомих обставин.                                                                     |
| 1345, 12 березня             | Нідерланди, Амстердам                       | Чудесне зцілення, збереження гостії у вогні, світіння, надприродне перенесення.                                                                      | Місце подій перетворене на каплицю, щорічна Німа процесія на спомин дива напередодні Вербної неділі. | Вкрадена у XVII столітті.                                                                                       |
| 1345                         | Польща, Вавель                              | Світіння. | Побудова церкви Тіла Христового, щорічний спомин чуда. | Церква тіла Христового, Краків.                                                                                 |
| 1348                         | Іспанія, Альборая-Альмасера                 | Чудесне збереження у воді, надприродна поведінка тварин.                                                                                             | Побудова церкви і пам'ятної скульптури на честь дива. | |
| 1356, 25 квітня              | Італія, Мачерата                            | Витікання крові з гостії. | Заснування братства на честь Пресвятого Таїнства (1493), встановлення молитви Сорока годин (1556), щорічна процесія у свято Тіла Христового, осібне поклоніння реліквії.                                                      | Мачератський собор.                                                                                             |
| 1370                         | Бельгія, Брюссель                           | Витікання крові з гостій. | Святкування пам'яті чуда (до середини XX ст.). | Собор свв. Гудули і Михаїла.                                                                                    |
| 1370                         | Іспанія, Симбалла                           | Перетворення Святих Дарів на плоть і кров. | Щорічно 12 вересня на честь чуда влаштовують свято. | Церква Санта-Марія, Симбалла.                                                                                   |
| 1374                         | Бельгія, Міддлберг                          | Переміна на плоть і кров. | | Церква св. Петра у Міддлберзі, Левенський монастир.                                                             |
| 1380                         | Нідерланди, Бокстель                        | Перетворення вина на кров, яку не можливо було видалити.                                                                                             | Щорічна урочиста процесія і обряд поклоніння на свято Трійці. | Бокстель, церква св. Катерини, Хогстратен.                                                                      |
| 1383, серпень                | Німеччина, Вільснак                         | Чудесне збереження гостій після пожежі, витікання крові, прозріння сліпого.                                                                          | Побудова Миколаївської церкви, паломництво. | Реліквія згоріла у пожежі 1522 року.                                                                            |
| 1384                         | Австрія, Зеефельд                           | Хитання підлоги, витікання крові з гостії. | | |
| 1392, 25—27 грудня           | Іспанія, Монкада                            | Видіння Немовляти Ісуса святою Інесою. | | |
| 1399                         | Польща, Познань                             | Витікання крові з гостій, левітація, світіння. | Побудова каплиці і двох церков, щотижнева процесія на спомин дива. | Церква Тіла Христового, Познань.                                                                                |
| 1400                         | Нідерланди, Боксмер                         | Вино перетворилось на кров і закипіло, нетлінне збереження.                                                                                          | Щорічна урочиста процесія на спомин дива. | Церква свв. Петра і Павла, Боксмер.                                                                             |
| 1405                         | Бельгія, Буа-Сенер-Ісаак                    | Витікання крові з гостії. | Єпископська індульгенція, заснування монастиря Буа-Сенер-Ісаак, щорічна процесія (1413 — дотепер). | Каплиця Найсвятішої Крові, Буа-Сенер-Ісаак.                                                                     |
| 1411                         | Хорватія, Лудбрег                           | Переміна на кров, її нетлінне збереження, згодом численні зцілення.                                                                                  | Щорічні урочистості («Святий тиждень») у вересні, побудова каплиці на честь дива. | Храм Чуда Найсвятішої Крові, Лудбрег.                                                                           |
| 1411                         | Австрія, Вайтен                             | Неадекватна поведінка коня під сідлом крадія, світіння, самоподіл на дві частини, з'єднані тяжами закривавленої плоті.                               | На місці події збудовано каплицю. | Вайтенська церква.                                                                                              |
| 1412                         | Бельгія, Херенталь                          | Чудесне збереження і віднайдення вкрадених гостій, світіння.                                                                                         | Побудова каплиці De Hegge, щорічна святкова процесія. | |
| 1412                         | Італія, Баньйо-ді-Романья                   | Перетворення вина на кров, її нетлінне збереження.                                                                                                   | Щотижневе поклоніння (по неділях з березня до листопада), проведення Євхаристійної конференції на честь 500-річчя дива. | Баньйо-ді-Романья, базиліка Санта-Марія-Ассунта.                                                                |
| 1417                         | Німеччина, Ердінг                           | Світіння, левітація, пізніше — зцілення. | Побудова каплиці, згодом — церкви Найсвятішої Крові, паломництво. | Церква Найсвятішої Крові, Ердінг.                                                                               |
| 1420                         | Іспанія, Гваделупа                          | Матеріалізаця хмари, левітація Святих Дарів, витікання крові з гостії.                                                                               | Вшанування монархами Хуаном II і Марією Арагонською, поклоніння реліквії під час Євхаристійного конгресу в Толедо (1926). | Церква Пресвятої Богородиці, Гваделупа.                                                                         |
| 1421                         | Нідерланди, Берген                          | Нетлінне збереження гостій у воді, проява на них крові.                                                                                              | Процесії та свята на честь чуда (за винятком часу Реформації). | |
| 1427                         | Іспанія, Сарагоса                           | Перетворення гостії на Немовля Ісуса, світіння, зворотня зміна Немовляти на гостію.                                                                  | | Чудесною гостією негайно причастився єпископ Алонсо Аруельйо.                                                   |
| 1429, 1 травня               | Нідерланди, Алкмар                          | Перетворення вина на кров, нетлінне збереження. | | Катедральний собор св. Лоренцо, Алкмар.                                                                         |
| 1430                         | Монако                                      | Витікання крові з гостії, що утворила зображення Христа на престолі, нетлінне збереження протягом 350 років.                                         | | Спалена у 1794 році в Діжоні.                                                                                   |
| 1433, 30 листопада           | Франція, Авіньйон                           | Двометрові хвилі повені розійшлися, залишивши вівтар і прохід до нього сухими.                                                                       | Щорічна святкова меса за особливим обрядом (30 листопада). | Каплиця Сірих каянників, Авіньйон.                                                                              |
| 1447, 23 травня              | Швейцарія, Еттісвіль                        | Викрадена гостія збільшила вагу, поділилася на сім сяючих частин, одна з яких увійшла в землю.                                                       | На місці дива збудовано каплицю; щорічний спомин у 4-ту неділю Великого посту, наступні понеділок і вівторок; неодноразові індульгенції різних пап.                                                                           | Парафіяльна церква Еттісвіля.                                                                                   |
| 1453, 6 червня               | Італія, Турин                               | Дароносиця з гостією піднялась високо у повітря, потім гостія левітувала сама і світилася як сонце; після події нетлінне збереження чудесного хліба. | На місці події збудовано каплицю, згодом — церкву Тіла Господнього, встановлено меморіальні знаки на місці події і місці причащення чудесним хлібом.                                                                          | До XVI століття реліквія зберігалась у Турині, а тоді була використана для причастя.                            |
| 1472                         | Італія, Вольтерра                           | Левітація і світіння гостій. | | |
| 1533                         | Іспанія, Понферрада                         | Зміна сили тяжіння, світіння, дивна поведінка птахів.                                                                                                | Побудова каплиці, щорічна урочиста процесія, одна з вулиць міста названа на честь дива. | |
| 1535, 25 липня               | Італія, Асті                                | Поява крові на розломленій гостії та її надприродне зникнення, навернення до християнства кількох іноземних солдат.                                  | Індульгенція папи Павла III на честь дива. | Негайно спожита священиком Доменіко Окчеллі.                                                                    |
| 1560, 17 квітня              | Італія, Морровалле                          | Чудесне збереження гостії в полум'ї пожежі. | Встановлення Свят Двох помилувань у річницю дива і чудесного віднайдення гостії (17 і 27 квітня), неодноразові індульгенції пап, надання Морроваллю статусу євхаристійного міста (Civitas Eucaristica) у 400-ту річницю чуда. | До 1600 року зберігалась у морровалльскій церкві св. Варфоломія, подальша доля невідома.                        |
| 1568                         | Іспанія, Алькой                             | Статуя Немовляти Ісуса ожила, вже спожиті Святі Дари знов матеріалізувалися у місці схову.                                                           | Місце святотатства і чуда перетворене на каплицю, щорічний спомин під час свята Тіла Христового. | Монастир Гроба Господнього, Алькой.                                                                             |
| 1570                         | Італія, Веролі                              | Видіння Малятка Ісуса й ангелів під час поклоніння Дарам, нетлінне збереження гостії.                                                                | В першу п'ятницю місяця вся церкви міста закриваються задля поклоніння Дарам у церкві св. Еразма, у 1970 році на честь чуда проведений євхаристійний конгрес.                                                                 | Чудотворна гостія використана для причастя через 112 років, потир зберігається у верольській церкві св. Еразма. |
| 1572                         | Нідерланди, Горкум                          | Витікання крові з гостії. | Щорічні урочисті процесії 29 вересня та 28 жовтня. | Монастир св. Лаврентія, Іспанія.                                                                                |
| 1595                         | Італія, Флоренція                           | Чудесне збереження гостій в полум'ї пожежі і дотепер.                                                                                                | Щорічно під час молебню Сорока годин ця реліквія разом із кров'ю попереднього дива (див. 1230 рік) виставляється для поклоніння.                                                                                              | Базиліка св. Амвросія, Флоренція.                                                                               |
| 1597                         | Іспанія, Алькала                            | Нетлінне збереження Святих Дарів. | Урочиста процесія за участю родини короля Філіпа III. | Сховані у 1936 році під час комуністичного терору, подальша доля невідома.                                      |
| 1604                         | Італія, Могоро                              | Святотатські спожиті гостії обпекли язика грішникам, а виплюнуті на землю залишили відбитки на кам'яній підлозі.                                     | Осібне поклоніння реліквії. | Церква св. Бернарда, Могоро.                                                                                    |
| 1608                         | Франція, Фаверне                            | Дароносиця із Дарами вціліла при пожежі, піднялась у повітря і самотужки опустилась на новий вівтар.                                                 | Індульгенція папи Павла V на честь чуда, встановлення свята (1862), проведення Національного євхаристійного конгресу на честь 300-ліття події.                                                                                | Бенедиктинське абатство у Фаверне.                                                                              |
| 1610                         | Італія, Рим                                 | Гостії, що впали на алтарні сходи, залишили криваві відбитки на камені.                                                                              | Місце дива гідно оформлене і відкрите для огляду. | Церква св. Пуденціани, Рим.                                                                                     |
| 1630                         | Італія, Канозіо                             | Чудесне припинення поводі після благословення Святими Дарами.                                                                                        | Щорічний спомин чуда в октаву торжества Тіла Христового. | |
| 1631, 3 серпня               | Італія, Дронеро                             | Чудесне припинення пожежі після благословіння Святими Дарами.                                                                                        | Щорічна процесія у свято Тіла Христового, меморіальна дошка у церкві св. Бригітти. | |
| 1640                         | Італія, Турин                               | При спробі пограбування з дарохранильниці вихопилося полум'я, а на її поверхні залишились відбитки рук мародера.                                     | Фрагмент дарохранильниці виставлений для поклоніння. | Церква Санта-Марія-дель-Монте, Турин.                                                                           |
| 1649, 2 червня, 22 липня     | Перу, Пуерто-Етен                           | Видіння Немовлятка Ісуса і трьох сердець. | Щорічне святкування із процесією (12 — 24 липня). | Етенська церква.                                                                                                |
| 1656, 25 травня              | Італія, Кава-Дей-Тіррені                    | Надприродне припинення епідемії чуми після благословіння Святими Дарами.                                                                             | Щорічно у червні проводять урочисту процесію на спомин дива. | |
| 1668, 12 червня              | Франція, Юльм                               | Видіння особи із сяючим ликом. | Випуск трьох гравюр, святкування пам'яті чуда (до кінця XVIII ст.), проведення Національного євхаристійного конгресу (1901).                                                                                                  | Спожита вікарієм Пюї-Нотр-Дам для уникнення профанації (1798).                                                  |
| 1718, 10 травня              | Італія, Асті                                | Поява крові на розломленій гостії, нетлінне збереження крові.                                                                                        | Осібне поклоніння реліквіям: заплямованим потиру, патені й корпоралу. | Катедральний собор Асті.                                                                                        |
| 1730 — дотепер               | Італія, Сієна                               | Нетлінне збереження гостій. | Чудесні гостії постійно знаходяться під увагою наукової спільноти (аналізувалися 14 разів), їм поклонявся святий Іван Павло II.                                                                                               | Церква св. Франциска, Сієна.                                                                                    |
| 1732, 11 вересня — 11 грудня | Італія, Скала                               | На виставленій для адорації гостії з'являлись знаки Страстей Господніх.                                                                              | Серед численних свідків був святий Альфонс Лігуорі. | Монастир Святішого Спасителя, Скала.                                                                            |
| 1772, 24 лютого              | Італія, Пат'єрно                            | Нетлінне збереження гостій, світіння, аномальна поведінка тварин.                                                                                    | Надання церкві, з якої вкрали гостії, статусу євхаристійного храму єпархії, встановлення меморіального знаку на місці віднайдення.                                                                                            | Пат'єрнська церква св. Петра, 1978 року реліквії вкрадені, їхня подальша доля невідома.                         |
| 1822                         | Франція, Бордо                              | Об'явлення Христа у Дарах. | Осібне поклоніння збереженій дароносиці. | Монастир Святого Сімейства, Мартільяк.                                                                          |
| 1824, 28 листопада           | Іспанія, Оніла                              | Нетлінне збереження гостії. | Щорічне свято la Pedrera. | Церква св. Якова, Оніла.                                                                                        |
| 1902, 26 січня               | Реюньйон, Сен-Андре                         | Видіння сяючого лика Господа у терновому вінці та розп'яття.                                                                                         | | |
| 1902, 8 травня               | Мартиніка, Морн-Руж                         | Видіння Найсвятішого Серця Ісуса в гостії. | | Село Морн-Руж зруйноване виверженням вулкану у тому ж році.                                                     |
| 1906, 31 січня               | Колумбія, Тумако                            | Перед Святими Дарами відступила хвиля цунамі. | | |
| 1907, 27 березня             | Іспанія, Силла                              | Нетлінне збереження освяченого хліба. | | Церква Владичиці Ангелів, Силла.                                                                                |
| 1969, 25 липня               | Італія, Сан-Мауро-ла-Брука                  | Нетлінне збереження профанованих гостій дотепер. | Осібне поклоніння реліквії. | Парафіяльна церква Сан-Мауро-ла-Брука.                                                                          |
| 1984                         | Ватикан                                     | Під час Причастя гостія перетворилася на кров. | | Негайно спожита причасницею.                                                                                    |
| 1996, 18 серпня              | Аргентина, Буенос-Айрес                     | Переміна гостії на плоть і кров, збільшення у розмірах.                                                                                              | | |
| Події у процесі затвердження |                                             | | | |
| 2001, 5 травня               | Індія, Чіраттаконам                         | Проявлення кривавого лику Христа на гостії. | Почитання на місцевому рівні. | |
| 2008, 12 жовтня              | Польща, Сокулка                             | Поява на гостії згустку крові, згодом — кілька зцілень.                                                                                              | Почитання на місцевому рівні. | |